# 鹿愿
鹿愿（?—?），济阴郡乘氏县（今山东省菏泽市）人，隋朝官员。
鹿愿为大将军。590年，番禺夷族人王仲宣起兵造反，岭南首领多起兵响应，王仲宣率军包围了广州。隋文帝令慕容三藏检校广州道行军事。又令给事郎裴矩前去安抚岭南。王仲宣派部将周师举率军围攻东衡州，裴矩和大将军鹿愿率军打败了周师举并杀死了他，随后率军进至南海。高凉洗夫人派遣孙子冯盎率军讨伐叛军将领陈佛智，将他斩首。冯盎率军进至南海，与大将军鹿愿的部队会合，然后与广州守将慕容三藏合兵攻打王仲宣，王仲宣的部队溃败。

## 家庭

### 曾祖
- 鹿永吉，东魏尚书左仆射、徐州大行台、定陶侯[1]

### 祖父
- 鹿晓，北周上柱国、兖州刺史、河内郡公[1]

### 父亲
- 鹿善，北周使持节、上柱国、金安齐平兖五州刺史、十州诸军事、河内郡开国公[1]

### 兄弟姐妹
- 鹿裕，唐朝西韩州刺史[1]
- 鹿注[1]